# Púrná
Púrná (maráthsky पूर्णा) je řeka v západní Indii. Pramení v pohoří Sátpurá v indickém státě Madhjapradéš a teče západně rovnoběžně s řekou Táptí, do které se vlévá v Džalgávu ve státě Maháráštra.